# ماريا بلوم
ماريا بلوم (بالألمانية: Maria Blum )‏ (و. 1890 – 1961 م) هي سياسية، وصحفية، من ألمانيا، ولدت في شوابمونشن، كانت عضوةً في الحزب الديمقراطي الاجتماعي الألماني، توفيت في آخن، عن عمر يناهز 71 عاماً.

## مناصب
تولت منصب عضو مجلس النواب الألماني للجمهورية فايمار.